# Georges Feryn
Georges Evarist August Feryn, né le 12 avril 1906 à Alveringem et y décédé le 7 mai 1960 fut un homme politique belge, membre du CVP.
Feryn fut agriculteur à Alveringem et Proven.
Il fut élu conseiller communal de Proven (1935-1958); désigné sénateur provincial de la province de Flandre-Occidentale (1949-1960) en remplacement de H. De Groote.

## Sources
- Bio sur ODIS